# عيسى السعدون
عيسى السعدون لاعب كرة قدم بحريني معتزل وحاليا مدرب كرة قدم يتولى تدريب نادي الدرجة الأولى الحد البحريني من 2016.